# Cremastosperma westrae
Cremastosperma westrae Pirie – gatunek rośliny z rodziny flaszowcowatych (Annonaceae Juss.). Występuje endemicznie we wschodniej części Panamy.

## Morfologia
PokrójZimozielone drzewo lub krzew dorastające do 4–8 m wysokości.
LiścieMają kształt od eliptycznego do odwrotnie jajowato lancetowatego. Mierzą 30–50 cm długości oraz 12–20 cm szerokości. Nasada liścia jest ostrokątna. Blaszka liściowa jest całobrzega o ogoniastym lub spiczastym wierzchołku. Ogonek liściowy jest nagi i dorasta do 6–20 mm długości.
KwiatyZebrane w pęczki. Rozwijają się w kątach pędów. Działki kielicha mają owalny kształt i dorastają do 2–3 mm długości. Płatki mają eliptyczny kształt i osiągają do 8–9 mm długości. Kwiaty mają 6–10 słupków.
OwoceTworzą owoc zbiorowy. Mają jajowaty kształt. Osiągają 18–22 mm długości.

## Biologia i ekologia
Rośnie w lasach. Występuje na wysokości do 600 m n.p.m.